# Charaxes wbrunnea
Charaxes wbrunnea är en fjärilsart som beskrevs av Bethune-Baker 1909. Charaxes wbrunnea ingår i släktet Charaxes och familjen praktfjärilar. Inga underarter finns listade i Catalogue of Life.